# س. دانيال كليمنت
س. دانيال كليمنت (بالإنجليزية: C. Daniel Clemente)‏ هو شخصية أعمال أمريكي، ولد في 14 أكتوبر 1936 في مانهاتن في الولايات المتحدة.